# キャベンディッシュ (バナナ)
キャベンディッシュ（英語: Cavendish）は、バナナの栽培品種。種としてはMusa acuminataに、品種群としてはAAA栽培型のキャベンディッシュ亜群に属する。
ドワーフ・キャベンディッシュやグランド・ナインなど商業的に重要な栽培品種が含まれる。1950年代以降、キャベンディッシュはもっとも流通量の多い栽培品種であり、パナマ病によって荒廃したグロス・ミチェルから主役の座を奪った。

## 栽培の歴史

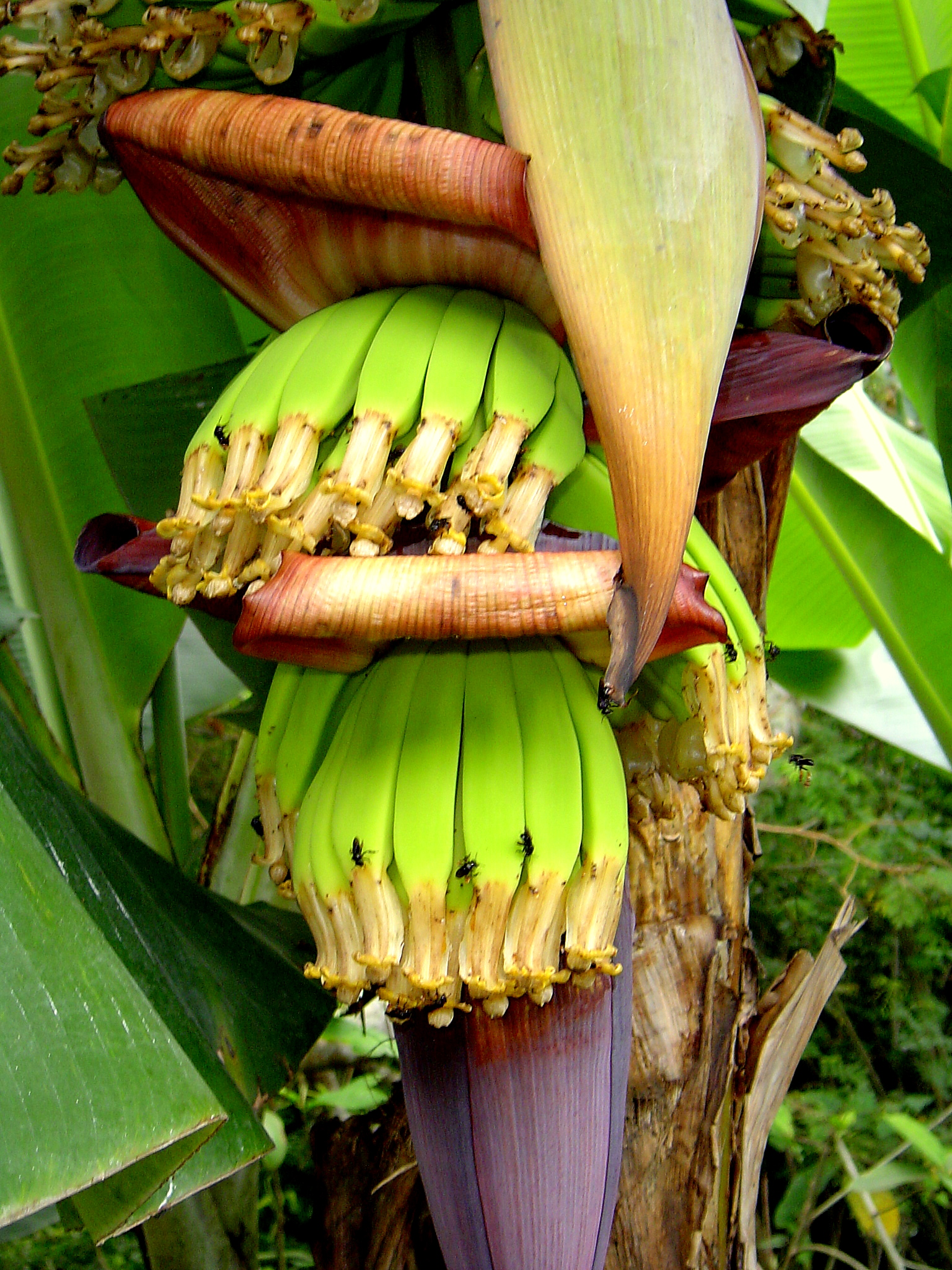
樹上で成熟中のキャベンディッシュ

栽培品種の名称は第6代デボンシャー公ウィリアム・キャベンディッシュにちなむ。1834年頃、ウィリアム・キャベンディッシュはインド洋のモーリシャスからバナナの荷物を受取り、庭師のジョセフ・パクストンがチャッツワース・ハウスの温室で栽培した。チャッツワース・ハウス産のバナナは、1850年代に太平洋の様々な場所に持ち込まれている。この一方で、15世紀にはすでに北大西洋のカナリア諸島でバナナが生産されていたとする研究者もおり、初期のポルトガル人探検家によって広められたとされる。
アフリカにおけるバナナの生産は、初期のオーストロネシア人の船乗りによって東南アジアからマダガスカルに紹介されたのがきっかけである。1888年、カナリア諸島産のバナナがFyffes社によってイングランドに輸出された。この際に輸出されたバナナはドワーフ・キャベンディッシュであることが知られている。
1903年にはすでにキャベンディッシュの商業生産が開始されているが、当時の主要な品種だったグロス・ミチェルが1950年代にパナマ病で荒廃すると、キャベンディッシュが主役の座を奪った。

## 利用

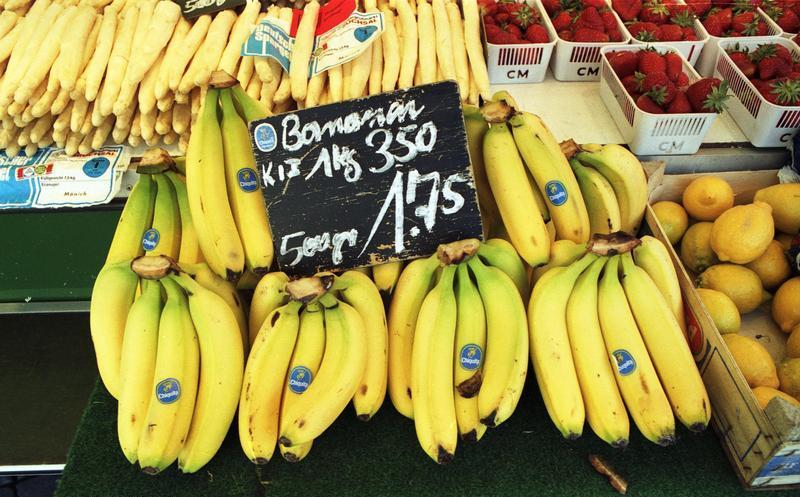
店頭で販売されている状態

1998年から2000年の統計において、キャベンディッシュは世界で生産されるバナナの47%を占めており、また国際取引に用いられるバナナの大半を占めていた。日本国内ではほぼこれ1種類のみが常食範囲内である。キャベンディッシュの果実は生食ができ、また焼きバナナ、フルーツサラダ、コンポート、補完用食品としても利用される。市場で販売される際の外皮は部分的に緑色であり、熟すと黄色に変化する。熟すにつれて澱粉が糖質に変化して甘い果実となる。
成熟が最終段階（第7段階）に到達すると、茶色または黒色のシュガースポットが生じる。熟しすぎると外皮は黒色に変化し、果肉は柔らかくなってしまう。収穫されるまでは自然に成熟するが、ひとたび収穫されると自然に黄色に変化することはなく、再び成熟を開始するためにエチレンガスでガス処理を行う必要がある。多くの小売業者は第3段階から第6段階でキャベンディッシュを販売しており、第4段階が理想的である。
キャベンディッシュのPLUコードは4011と4186であり、有機栽培種には94011が割り当てられている。キャベンディッシュは陰茎に似た円柱形をしているため、コンドームの正しい使用法を説明するための性教育に使用される場合がある。

## 病害
キャベンディッシュはグロス・ミチェルが植えられていた土壌でも生育したため、つる割病に対する耐性が強いと信じられた。しかし2008年半ばには、スマトラ島やマレーシアでつる割病に侵されたキャベンディッシュが報告されている。人為的に栽培されているキャベンディッシュは有性生殖ではなく栄養生殖によって繁殖するため、実質的に遺伝子型が同一のクローンとなり、病害抵抗性が徐々に低下する。

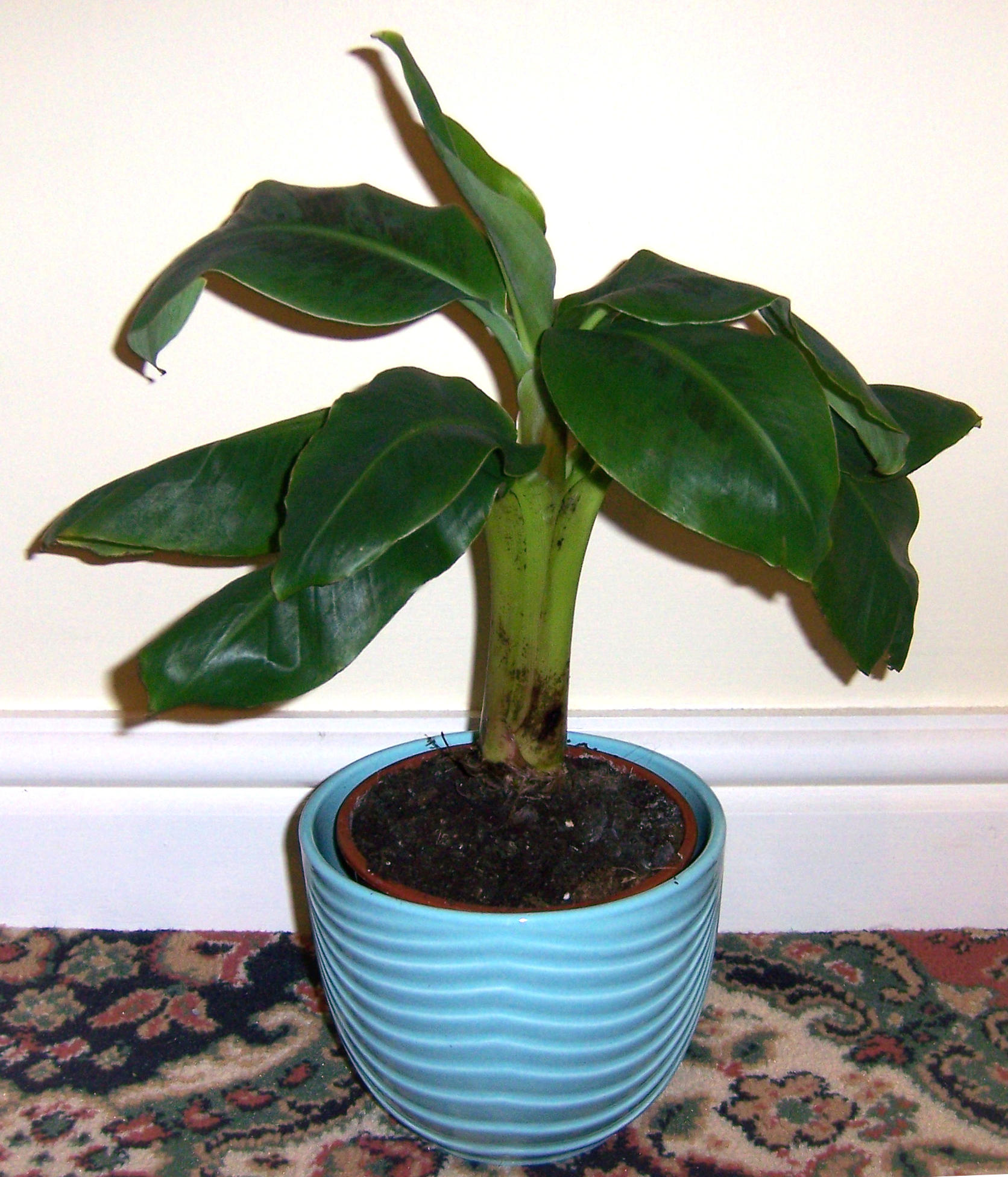
苗木
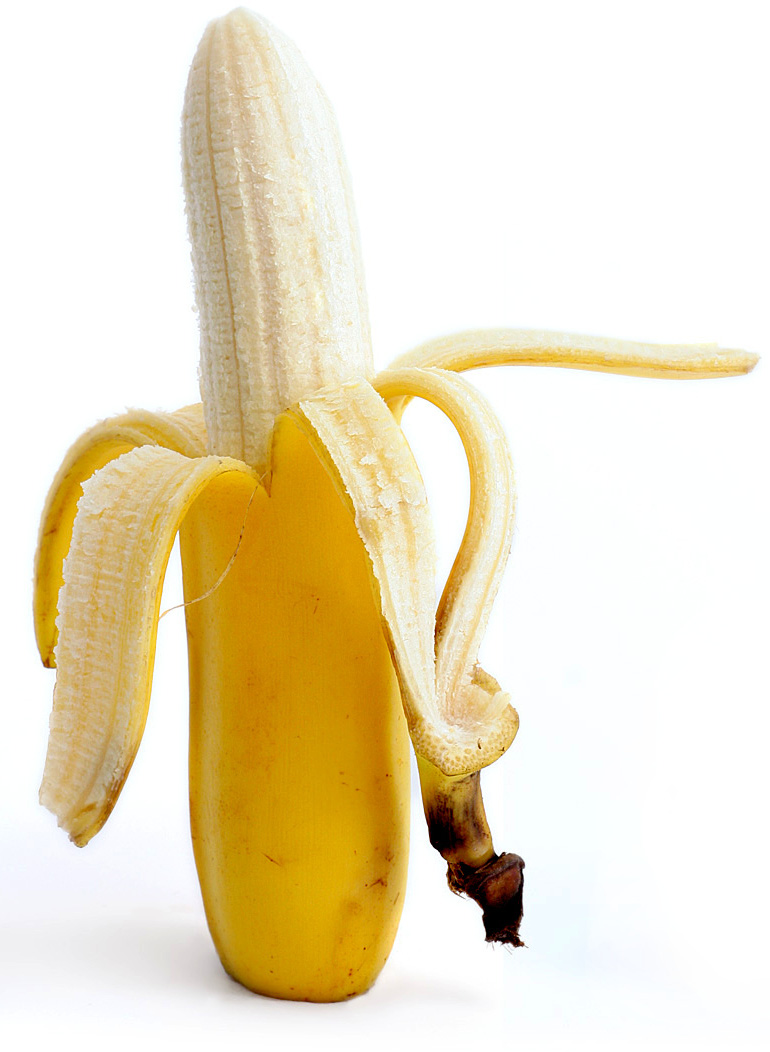
外皮を剥いた状態
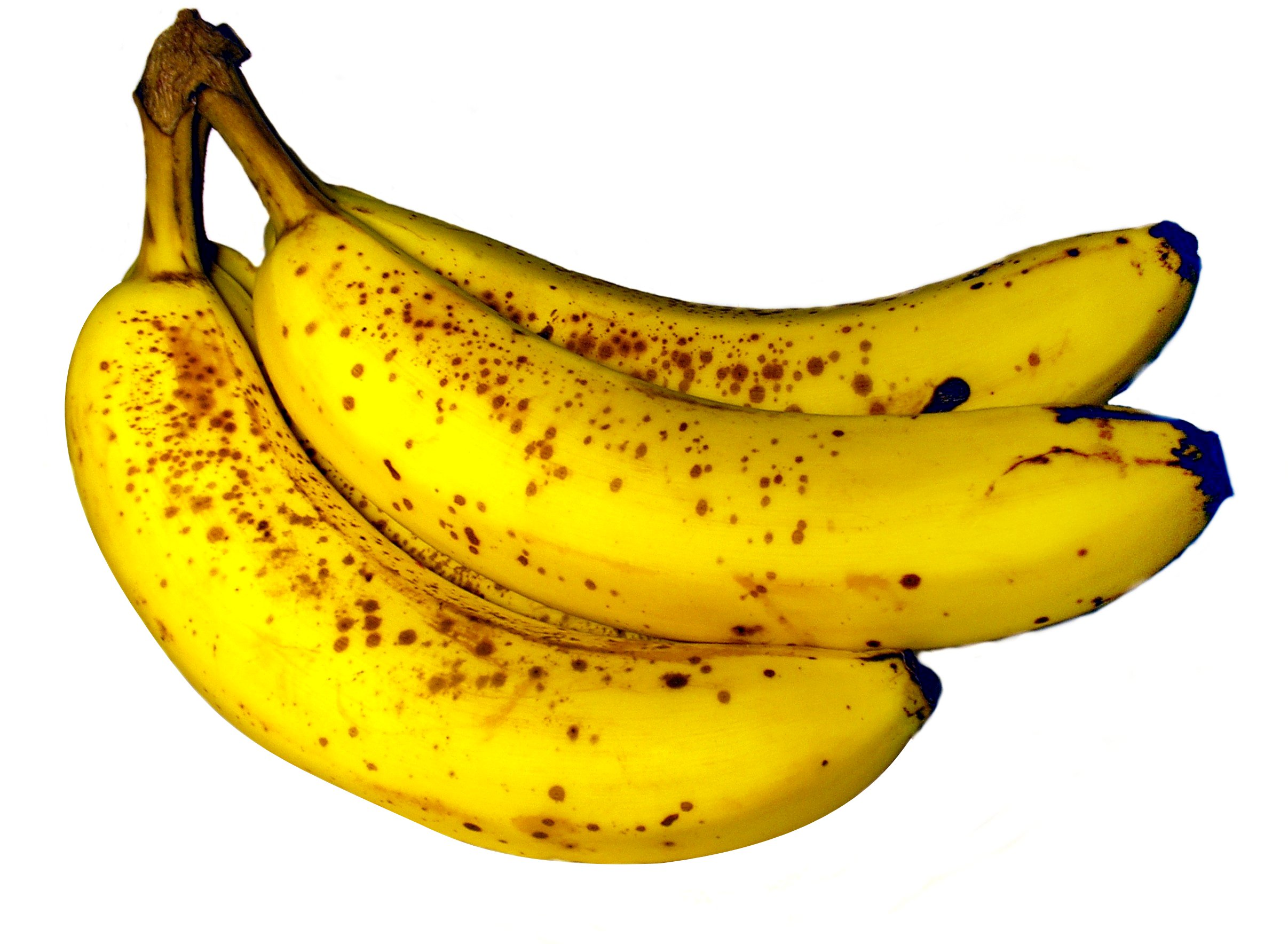
シュガースポットが出ている状態
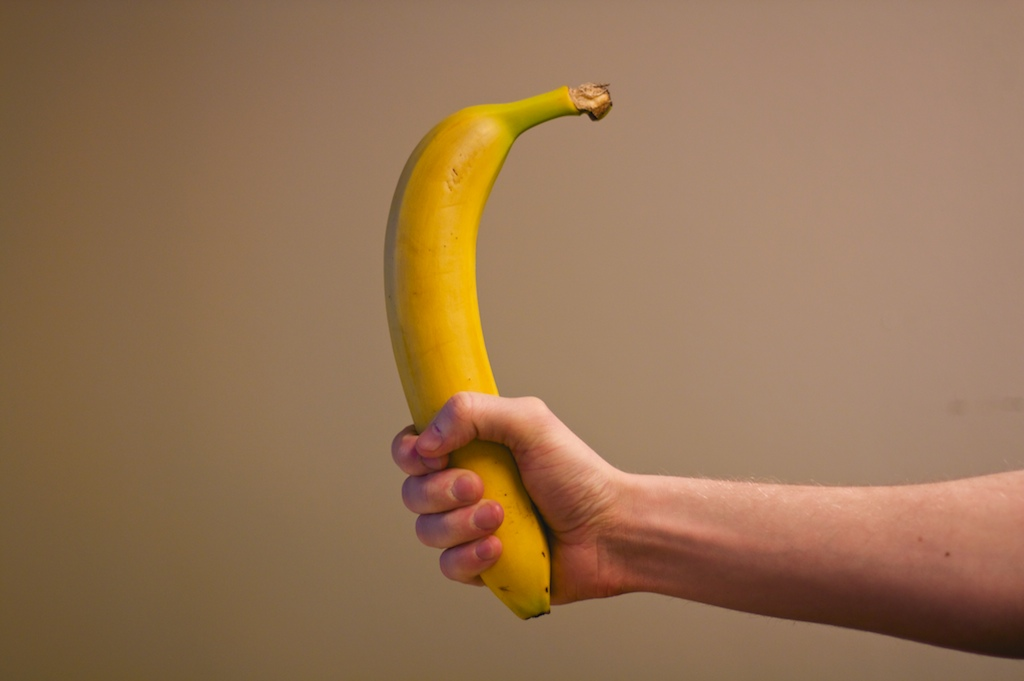
右手に握りしめた状態
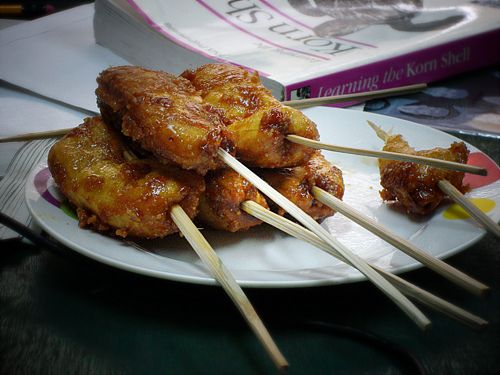
バナナキュー（揚げバナナ）
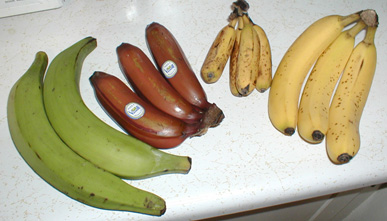
様々なバナナの品種。右端がキャベンディッシュ